# 대한민국의 풋살 경기장 목록
대한민국의 풋살 경기장 목록은 대한민국에서 풋살 경기를 개최할 수 있는 스포츠 시설에 관한 목록이다.

## 목록
| 경기장         | 좌석 | 수용 | 도시 | 개장   | 홈 경기장 | 비고 |
| -------------- | ---- | ---- | ---- | ------ | --------- | ---- |
| 서대문돌산구장 |      |      | 서울 | 2013년 |           |      |
| 연암풋살장     |      |      | 대구 | 2006년 |           |      |

## 참고 문헌
- 《2023 전국 공공체육시설 현황 (2022년 12월말 기준)》. 대한민국 문화체육관광부. 2024.

## 같이 보기
- 대한민국의 풋살